# Альдеджани, Габриеле
Габриеле Альдеджани (итал. Gabriele Aldegani; род. 10 мая 1976, Венеция) — итальянский футболист, вратарь.

## Биография
В сезоне 1993/94 выступал за «Миранезе» в серии D, где провёл 3 матча и пропустил 5 мячей.
Затем он перешёл в «Милан», который выступал в Серии А, но так и не смог дебютировать в чемпионате. В 1997 году выступал на правах аренды за команду «Прато», которая выступала в Серии С1. В следующем сезоне был арендован «Монцой». 6 сентября 1998 года состоялся его дебют в Серии В, в игре против «Луккезе». Встреча закончилась со счётом (0:0). Позже находился в аренде в «Тревизо», и в сезоне 2000/01 вновь в «Монце». В 2001 году находился в расположении испанского клуба «Алавес» на правах аренды. Следующими его клубами где он играл в аренде были: «Козенца», «Ливорно» и «Римини».
В 2004 году подписал контракт с «Пьяченцой». В 2006 году перешёл в «Бари», а спустя год в «Авеллино». Летом 2007 года стал игроком «Кьево». 31 мая 2009 года дебютировал в Серии А, в последнем матче сезона против «Наполи» (3:0). В конце сезона остаётся без клуба в связи с окончанием контракта.
В середине сезона, 10 февраля 2010 года подписал контракт с «Гроссето» до июня. Затем переходит в «Беневенто», а позже в «Кремонезе». В 2012 году подписал контракт с клубом «Ночерина», после чего выступал на правах аренды за «Ливорно». В сентябре 2014 года стал игроком «Пескары», а в 2017 году стал работать в тренерском штабе клуба.

## Достижения
- Победитель Серии В (1): 2007/08